# Amotosalen
Amotosalen – heterocykliczny organiczny związek chemiczny, pochodna psoralenu. Stosowany w postaci chlorowodorku.
Stosowany jest do inaktywacji bakterii, wirusów, pierwotniaków i leukocytów w ludzkim osoczu i koncentratach płytek. W procedurze inaktywacji osocza wykorzystywana jest fotoaktywność amotosalenu, który pod wpływem promieniowania UV-A tworzy wiązania kowalencyjne z kwasami nukleinowymi, uniemożliwiając namnażanie patogenów i skracając przeżycie leukocytów. Metoda jest skuteczna w zapobieganiu infekcjom CMV. Stosowanie otrzymanego w ten sposób preparatu osocza lub koncentratu płytek nie wiąże się z większym ryzykiem wystąpienia działań niepożądanych u biorcy. Wykazano, że czynność płytek in vitro i in vivo nie ulega zaburzeniu po zastosowaniu inaktywacji z użyciem tego związku. Kriosupernatant inaktywowany tą metodą zachowuje prawidłowe poziomy białek układu hemostazy.